# Liste der Monuments historiques in Chaumont-Porcien
Die Liste der Monuments historiques in Chaumont-Porcien führt die Monuments historiques in der französischen Gemeinde Chaumont-Porcien auf.

## Liste der Objekte
| Bezeichnung       | Beschreibung                          | Standort                                            | Kennzeichnung | Schutzstatus | Datum | Bild |
| ----------------- | ------------------------------------- | --------------------------------------------------- | ------------- | ------------ | ----- | ---- |
| Kreuzigungsgruppe | Holz, farbig gefasst, 17. Jahrhundert | Logny-lès-Chaumont, in der Kirche St-Nicolas (Lage) | PM08000295    | Classé       | 1929  |      |
| Taufbecken        | Kalkstein, 12. Jahrhundert            | Chaumont-Porcien, in der Kirche Ste-Croix (Lage)    | PM08000142    | Classé       | 1964  |      |
| Taufbecken        | Stein, 12. Jahrhundert                | Logny-lès-Chaumont, in der Kirche St-Nicolas (Lage) | PM08000294    | Classé       | 1929  |      |